# Einlasstor (München)

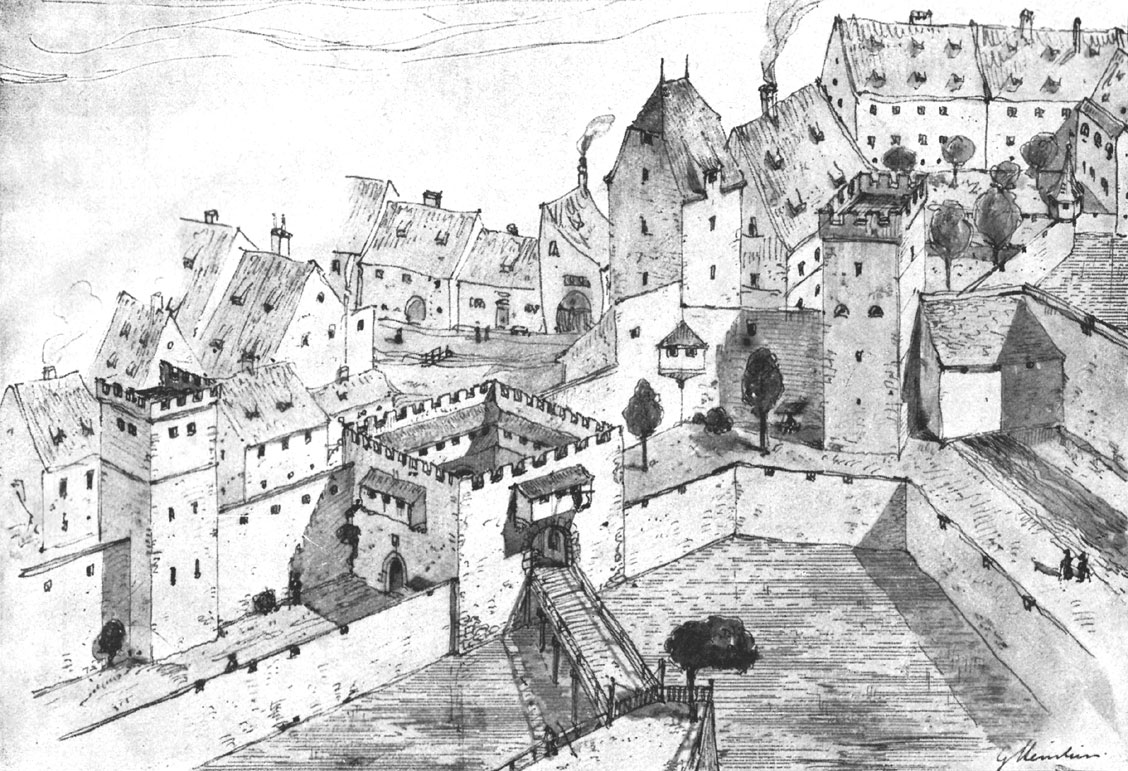
Einlasstor

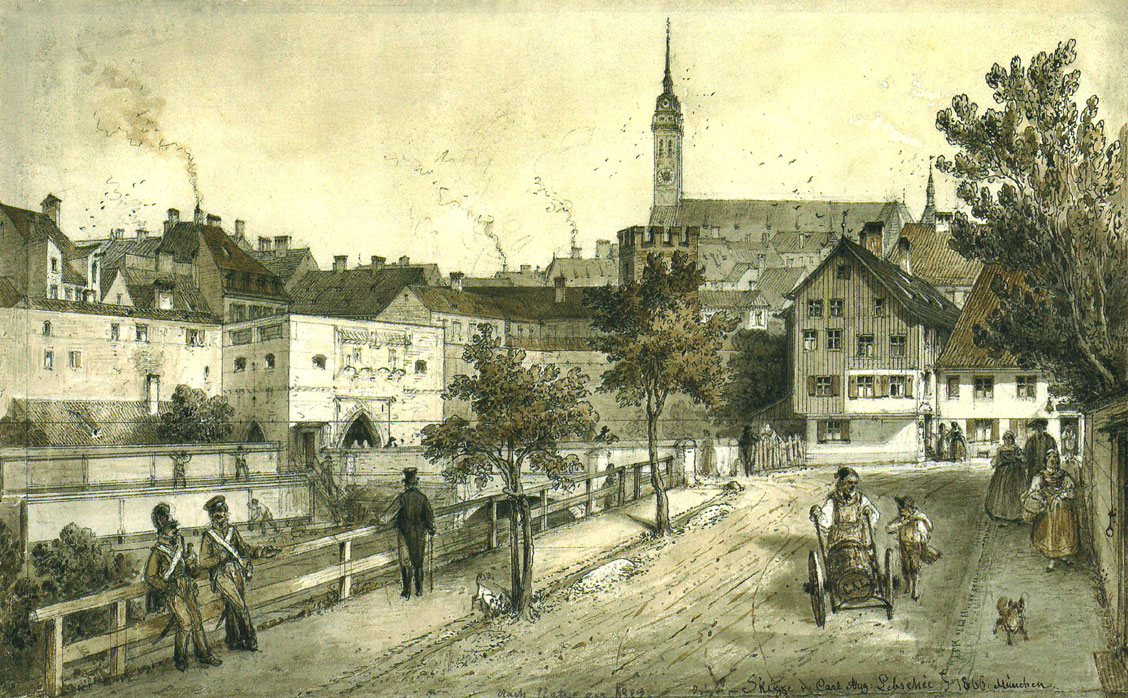
Einlasstor

Das Einlasstor, ursprünglich auch Schiffertor genannt, war ein Stadttor der zweiten Stadtmauer des mittelalterlichen Münchens.

## Lage
Das Einlasstor lag im Osten der Münchner Altstadt im Angerviertel an der Stelle, an der die Stadtmauer von ihrem Verlauf parallel zu der Hangkante der Altstadtterrasse nach Osten abknickte. Das entspricht ungefähr der Stelle, an der heute die Prälat-Zistl-Straße in das Rosental mündet. Am Haus Prälat-Zistl-Straße 4 erinnert eine Gedenktafel an das ehemalige Schiffertor mit folgendem Text: „Gegenüber 60 Fuß [etwa 20 m] stand das Schifferthor, worauf gemalt ein Leu, / Weil im Jahre vierzehnhundert drei / Die Herzoge Ernst und Wilhelm hier eindrangen / Und Ludwigs von Ingolstadt Parthei bezwangen“.

## Geschichte
Ursprünglich hieß das Tor Schiffertor (auch Zyferstor), was auf einen Münchner Familiennamen zurückgeht. Den Namen Einlasstor erhielt es, weil hier auch noch nachts gegen Zahlung einer Gebühr Einlass in die Stadt gewährt wurde, während die anderen Tore verschlossen waren. Nur eine schmale Brücke führte zum Einlasstor, was häufig zu Verkehrsstaus führte, da nur ein Wagen die Brücke passieren konnte und der Gegenverkehr warten musste. Mit dem Bau der Wallbefestigung wurde 1633 seitlich versetzt das Äußere Einlasstor errichtet. 1826 wurde das Einlasstor abgerissen.

## Beschreibung
Das Einlasstor war nur eine einfache Tordurchfahrt in der zweiten Stadtmauer. Da es in einem Winkel der Mauer lag und sein Vorfeld durch den benachbarten Scheibling gut gedeckt war, erhielt das Tor keine Flankentürme wie andere Stadttore Münchens, sondern lediglich einen Mauerhof vorgebaut. Über der Tordurchfahrt der Vordermauer dieses Mauerhofs war ein Wehrerker angebracht.